# Slovenija na Svetovnem prvenstvu v hokeju na ledu 2008
Slovenija na Svetovnem prvenstvu v hokeju na ledu 2008 je bila na začetku prvenstva razporejena v Skupino B Elitne divizije. Po predtekmovanju, kjer je ostala brez osvojene točke, je Slovenija igrala za obstanek, kjer jo je z dvema zmagama premagala Slovaška.

## Postava
| Pol. | Št. | Igralec           | Starost (rojstni dan)       | Klub                    |  |
| ---- | --- | ----------------- | --------------------------- | ----------------------- |  |
| GK   | 1   | Andrej Hočevar    | 23 let (21. november 1984)  | HK Acroni Jesenice      |  |
| GK   | 30  | Gaber Glavič      | 30 let (11. marec 1978)     | HK Acroni Jesenice      |  |
| GK   | 33  | Robert Kristan    | 25 let (4. april 1983)      | HK Acroni Jesenice      |  |
| D    | 4   | Andrej Tavželj    | 24 let (14. marec 1984)     | HDD ZM Olimpija         |  |
| D    | 10  | Dejan Varl        | 34 let (3. julij 1973)      | HK Acroni Jesenice      |  |
| D    | 23  | Damjan Dervarič   | 26 let (6. februar 1982)    | HK Acroni Jesenice      |  |
| D    | 27  | Miha Rebolj       | 30 let (22. september 1977) | HK Acroni Jesenice      |  |
| D    | 28  | Aleš Kranjc       | 26 let (29. julij 1981)     | HK Acroni Jesenice      |  |
| D    | 37  | Mitja Robar       | 25 let (4. januar 1983)     | HK Acroni Jesenice      |  |
| D    | 51  | Jakob Milovanovič | 24 let (18. marec 1984)     | Briancon Diables Rouges |  |
| D    | 77  | Uroš Vidmar       | 27 let (9. oktober 1980)    | HK Acroni Jesenice      |  |
| F    | 9   | Tomaž Razingar    | 29 let (25. april 1979)     | HC TWK Innsbruck        |  |
| F    | 11  | Anže Kopitar      | 20 let (24. avgust 1987)    | Los Angeles Kings       |  |
| F    | 12  | David Rodman      | 24 let (10. september 1983) | Vienna Capitals         |  |
| F    | 13  | Rok Pajič         | 22 let (26. september 1985) | HC Vrchlabi             |  |
| F    | 14  | Boris Pretnar     | 30 let (8. april 1978)      | HK Acroni Jesenice      |  |
| F    | 15  | Egon Murič        | 26 let (15. januar 1982)    | HDD ZM Olimpija         |  |
| F    | 16  | Aleš Mušič        | 25 let (28. junij 1982)     | HDD ZM Olimpija         |  |
| F    | 17  | Jurij Goličič     | 27 let (6. april 1981)      | HK Acroni Jesenice      |  |
| F    | 18  | Gregor Polončič   | 27 let (5. februar 1981)    | HK Acroni Jesenice      |  |
| F    | 22  | Marcel Rodman     | 26 let (25. september 1981) | Vienna Capitals         |  |
| F    | 24  | Anže Terlikar     | 27 let (30. november 1980)  | HK Acroni Jesenice      |  |
| F    | 81  | Marjan Manfreda   | 24 let (23. november 1983)  | HD Mladi Jesenice       |  |
| F    | 84  | Andrej Hebar      | 23 let (7. september 1984)  | HK Acroni Jesenice      |  |
| F    | 91  | Tomo Hafner       | 27 let (19. julij 1980)     | HK Acroni Jesenice      |  |

- Selektor:  Mats Waltin (pomočnik: Matjaž Kopitar) [1]

## Tekme

### Predtekmovanje
| 2. maj 2008 | Kanada | 5 – 1 | Slovenija | Metro Centre, Halifax, Nova Škotska |

| Poročilo tekme | Poročilo tekme                                                                                     | Poročilo tekme    | Poročilo tekme         | Poročilo tekme                                                          |
| -------------- | -------------------------------------------------------------------------------------------------- | ----------------- | ---------------------- | ----------------------------------------------------------------------- |
| Začetek: 16:30 | D. Hamhuis 03:45 D. Heatley 20:41 M. St. Louis (PP1) 30:18 D. Heatley (PP1) 35:07 D. Heatley 50:25 | ( 1–0, 3–1, 1–0 ) | 32:19 (PP2) A. Kopitar | Gledalci: 7,921 Sodnika: Vyacheslav Bulanov Sodnika: Alexander Poliakov |

| 4. maj 2008 | ZDA | 5 – 1 | Slovenija | Metro Centre, Halifax, Nova Škotska |

| Poročilo tekme | Poročilo tekme                                                                                 | Poročilo tekme    | Poročilo tekme   | Poročilo tekme                                                   |
| -------------- | ---------------------------------------------------------------------------------------------- | ----------------- | ---------------- | ---------------------------------------------------------------- |
| Začetek: 20:15 | P. Kane (PP1) 11:12 P. Kessel (PP1) 26:48 P. Kessel (PP1) 32:41 D. Booth 45:05 P. Kessel 49:24 | ( 1–0, 2–1, 2–0 ) | 36:36 A. Kopitar | Gledalci: 7,056 Sodnika: Brent Reiber Sodnika: Marcus Vinnerborg |

| 6. maj 2008 | Slovenija | 0 – 3 | Latvija | Metro Centre, Halifax, Nova Škotska |

| Poročilo tekme | Poročilo tekme | Poročilo tekme    | Poročilo tekme                                                         | Poročilo tekme                                                      |
| -------------- | -------------- | ----------------- | ---------------------------------------------------------------------- | ------------------------------------------------------------------- |
| Začetek: 20:15 |                | ( 0–0, 0–2, 0–1 ) | 30:15 (PS) A. Ņiživijs 31:24 (PP1) A. Širokovs 59:32 (ENG) A. Širokovs | Gledalci: 7,806 Sodnika: Alexander Poliakov Sodnika: Richard Schütz |

### Boj za obstanek
Igralo se je na dve zmagi, * - po podaljšku in kazenskih strelih.
| 9. maj 2008 | Slovenija | 1 – 5 | Slovaška | Metro Centre, Halifax, Nova Škotska |

| Poročilo tekme | Poročilo tekme | Poročilo tekme    | Poročilo tekme                                                                                | Poročilo tekme                                                    |
| -------------- | -------------- | ----------------- | --------------------------------------------------------------------------------------------- | ----------------------------------------------------------------- |
| Začetek: 16:30 | M. Robar 33:20 | ( 0–1, 1–4, 0–0 ) | 02:58 (PP2) R. Petrovický 26:43 M. Hossa 30:34 A. Podkonický 35:56 A. Kollar 36:32 I. Čiernik | Gledalci: 8,473 Sodnika: Christer Larking Sodnika: Richard Schütz |

| 10. maj 2008 | Slovaška | 4 – 3* | Slovenija | Metro Centre, Halifax, Nova Škotska |

| Poročilo tekme | Poročilo tekme                                                                              | Poročilo tekme              | Poročilo tekme                                     | Poročilo tekme                                                  |
| -------------- | ------------------------------------------------------------------------------------------- | --------------------------- | -------------------------------------------------- | --------------------------------------------------------------- |
| Začetek: 20:15 | J. Kolník (PP1) 07:42 R. Petrovický (PP1) 31:25 Ľ. Višňovský 34:02 Ľ. Višňovský (GWG) 65:00 | ( 1–0, 2–2, 0–1, 0–0, 1–0 ) | 25:54 M. Manfreda 38:39 D. Rodman 55:05 A. Kopitar | Gledalci: 9,156 Sodnika: Milan Minář Sodnika: Marcus Vinnerborg |

## Statistika hokejistov

### Vratarji
| #  | Vratar         | OT | OTI | OMIN | PG | PGT  | OUS   | KM |
| -- | -------------- | -- | --- | ---- | -- | ---- | ----- | -- |
| 1  | Andrej Hočevar | 5  | 2   | 85   | 4  | 2,82 | 92,86 | 0  |
| 30 | Gaber Glavič   | 1  | 0   | 0    | 0  | -    | -     | 0  |
| 33 | Robert Kristan | 4  | 4   | 219  | 17 | 4,66 | 90,40 | 0  |

### Drsalci
| #  | Hokejist          | OT | DG | DP | TOČ | KM | +/- | ZG | GIV | GIM | SNG |
| -- | ----------------- | -- | -- | -- | --- | -- | --- | -- | --- | --- | --- |
| 4  | Andrej Tavželj    | 5  | 0  | 0  | 0   | 0  | -1  | 0  | 0   | 0   | 0   |
| 9  | Tomaž Razingar    | 5  | 0  | 3  | 3   | 0  | -2  | 0  | 0   | 0   | 12  |
| 10 | Dejan Varl        | 5  | 0  | 0  | 0   | 10 | -4  | 0  | 0   | 0   | 1   |
| 11 | Anže Kopitar      | 5  | 3  | 1  | 4   | 2  | -1  | 0  | 1   | 0   | 16  |
| 12 | David Rodman      | 5  | 1  | 1  | 2   | 6  | -2  | 0  | 0   | 0   | 12  |
| 13 | Rok Pajič         | 5  | 0  | 0  | 0   | 2  | -1  | 0  | 0   | 0   | 3   |
| 14 | Boris Pretnar     | 4  | 0  | 0  | 0   | 4  | -2  | 0  | 0   | 0   | 2   |
| 15 | Egon Murič        | 4  | 0  | 0  | 0   | 2  | +1  | 0  | 0   | 0   | 5   |
| 16 | Aleš Mušič        | 5  | 0  | 0  | 0   | 0  | -2  | 0  | 0   | 0   | 2   |
| 17 | Jurij Goličič     | 5  | 0  | 0  | 0   | 2  | -1  | 0  | 0   | 0   | 3   |
| 18 | Gregor Polončič   | 4  | 0  | 0  | 0   | 2  | -3  | 0  | 0   | 0   | 7   |
| 22 | Marcel Rodman     | 5  | 0  | 1  | 1   | 6  | -3  | 0  | 0   | 0   | 4   |
| 23 | Damjan Dervarič   | 5  | 0  | 1  | 1   | 4  | -2  | 0  | 0   | 0   | 3   |
| 24 | Anže Terlikar     | 2  | 0  | 0  | 0   | 0  | 0   | 0  | 0   | 0   | 0   |
| 27 | Miha Rebolj       | 5  | 0  | 0  | 0   | 8  | -1  | 0  | 0   | 0   | 2   |
| 28 | Aleš Kranjc       | 5  | 0  | 1  | 1   | 0  | -1  | 0  | 0   | 0   | 6   |
| 37 | Mitja Robar       | 5  | 1  | 1  | 2   | 4  | +1  | 0  | 0   | 0   | 6   |
| 51 | Jakob Milovanovič | 5  | 0  | 1  | 1   | 2  | -2  | 0  | 0   | 0   | 2   |
| 77 | Uroš Vidmar       | 5  | 0  | 0  | 0   | 2  | -2  | 0  | 0   | 0   | 1   |
| 81 | Marjan Manfreda   | 1  | 1  | 0  | 1   | 2  | +1  | 0  | 0   | 0   | 1   |
| 84 | Andrej Hebar      | 5  | 0  | 0  | 0   | 6  | -1  | 0  | 0   | 0   | 2   |
| 91 | Tomo Hafner       | 5  | 0  | 0  | 0   | 0  | -2  | 0  | 0   | 0   | 2   |